# Gamasiphis maheensis
Gamasiphis maheensis är en spindeldjursart som beskrevs av Loots 1980. Gamasiphis maheensis ingår i släktet Gamasiphis och familjen Ologamasidae. Inga underarter finns listade i Catalogue of Life.